# Hochzeit – Nein danke!
Hochzeit – Nein danke! (Hindi: सलाम नमस्ते, Salām Namaste; Salām ist der von Muslimen verwendete Gruß, Namaste der von Hindus verwendete) ist ein Hindi-Film, der komplett in Australien spielt und auch dort gedreht wurde. Er kam am 9. September 2005 in die indischen Kinos. Die Tagline des Films ist Let’s get to know each other, zu deutsch Lasst uns einander kennenlernen.

## Handlung
Der Film handelt von zwei Indern, Nikhil „Nick“ Arora und Ambar Malhotra, die Indien verlassen haben, um ihr eigenes Leben in Australien zu leben: Nick hat sein Studium der Architektur in seiner Heimatstadt Ludhiana hinter sich gelassen (seine Eltern wissen noch nichts davon) und zog nach Melbourne, Australien, um Chefkoch in seinem eigenen Restaurant namens Nick of Time zu werden, das dafür sorgt, dass er einen entspannten Lebensstil führen und er bis spät in den Morgen ausschlafen kann. Als er ein Interview für eine indische, sich in Australien befindliche Radiostation namens „Salaam Namaste“ machen soll, taucht er nicht auf. Die Radiomoderatorin Ambar Malhotra, die das Interview machen wollte, lässt ihren Ärger daraufhin während der Sendung freien Lauf. Sie selbst lebt in Australien, weil ihre Familie sie verheiraten möchte. 
Nach einigen Missverständnissen, Streitereien und viel Überzeugungsarbeit verlieben sich die beiden ineinander und ziehen zusammen. Nick ist einerseits zwar nicht der Typ zum Heiraten, aber andererseits landet man meist dann in einer Beziehung, wenn man allzu sehr damit beschäftigt ist, nicht darüber nachzudenken. 
Doch Ambar wird schwanger und Nikhil hasst Kinder. Nick will keine Kinder und bringt Ambar zum Krankenhaus, um einen Abbruch machen zu lassen. Als Ambar bei einer Ultraschalluntersuchung das Baby einer anderen Frau sieht und die Herztöne hört, bringt sie es nicht fertig, das Baby abzutreiben. Nach dieser Entscheidung streiten die beiden miteinander und gehen sich von nun an aus dem Weg. Ambar hat eine seltene Krankheit und hat Angst, dass das Baby auch krank sein könnte, deshalb bittet sie Nick, eine Blutuntersuchung zu machen. Erst widerspricht er ihr, weil er Angst vor Krankenhäusern hat, aber dann überwindet er seine Angst und geht doch zu dieser Untersuchung. Die Ärztin gibt Nikhil eine DVD mit der Ultraschalluntersuchung mit. Nick schaut sich die DVD an und fängt an sich zu freuen. 
Ambars bester Freund will heiraten und fragt sie um Rat. Nick denkt aber, dass Ambar ihren besten Freund heiraten will. Ambar und Nick streiten sich und sie will ausziehen. Als er mit einem Kater neben einer fremden Frau aufwacht ziehen beide den offensichtlichsten Schluss. Sie läuft weg. Erst dann erklärt die fremde Frau, dass nichts passiert ist und er nur über Ambar geredet habe. Da Nikhil sich in Ambar verliebt hat, bittet er den Radiosender und die Zuhörer um Hilfe. Er beschreibt, wie Ambar aussieht und was sie trägt und bittet die Zuhörer, ihn anzurufen, wenn sie sie sehen. Nick findet Ambar und sie bekommt ihre ersten Wehen. Als die beiden im Krankenhaus ankommen, geht es turbulent zu da erstens kein Einzelzimmer mehr frei ist und zweitens der Arzt keine Ahnung von seinem Job und eine Blutphobie hat. Am Ende macht Nikhil Ambar einen Heiratsantrag. Nach kurzem Zögern gibt sie ihr Ja-Wort.

## Hintergrund
Der Film sollte ursprünglich in San Francisco gedreht werden, aber der Regisseur Siddharth Anand besuchte im Jahr 2004 Melbourne und war so sehr von der Stadt beeindruckt, dass er beschloss, Salaam Namaste in Australien spielen zu lassen.